# Housni al-Barazi
Pour les articles homonymes, voir Barazi.
Husni al-Barazi (en arabe : حسني البرازي), né en 1895 à Hama et mort en 1975 en Turquie, était un homme politique syrien et ancien Premier ministre de 1942 à 1943.

## Biographie
Husni al-Barazi est né dans la ville d'Hama. Après ses études secondaires, il part pour Constantinople et enfin à la Sorbonne, où il obtient un doctorat.
À son retour en Syrie, il rejoint l'opposition qui lutte contre le mandat français dans le pays.
il devient ministre  en 1926 dans le premier gouvernement de Ahmed Nami Bey. Mais des divergences de vue de tardèrent pas à se manifester et le gouvernement fut dissous le 12 juin 1926. Un arrêté fut pris le 13 juin suivant pour interner Husni al-Barazi avec d'autres de ses collègues. Il fut arrêté en 1926, et forcé de partir en exil pour le Liban.
À son retour en 1928, il se porte candidat aux élections législatives, et il est élu député.
En 1934, il devient ministre de la Culture, et obtient deux ans plus tard le poste de gouverneur de la province d'Alexandrette. Il est nommé Premier ministre en avril 1942, mais un an plus tard il est démis de ses fonctions par les autorités françaises le forçant une nouvelle fois à l'exil pour le Liban.
Ce n'est qu'en 1946 qu'il retrouve le droit de regagner la Syrie. Il siégera au parlement pendant une dizaine d'années, malgré les coups d’État successifs que connaitra le pays, et les arrestations dont il fera l'objet.
Il est arrêté lors du coup d'État d'août 1949 en Syrie.
Il est forcé à l'exil en 1954, lors d'un voyage en Turquie. Le gouvernement syrien l'accuse alors de complot contre l’État et le condamne à mort par contumace.
Il est gracié à la fin des années 1960, mais ne revient jamais en Syrie. Il passe les dernières années de sa vie entre le Liban et la Turquie où il meurt en 1975.
Franc-maçon, il a été initié dans la loge Kayssoun de Damas sous juridiction de la Grande Loge de France. Par la suite, il s'affilie à la loge « Orantes » à Hama, sous juridiction du Grand Orient de France, il tient un poste d'officier en tant qu'orateur.